# Trymalium rosmarinifolium
Trymalium rosmarinifolium là một loài thực vật có hoa trong họ Táo. Loài này được (Steud.) Reissek miêu tả khoa học đầu tiên.